# Stazione di Favazzina
Stazione di Favazzina vasútállomás Olaszországban, Calabria régióban, Scilla településen.

## Vasútvonalak
Az állomást az alábbi vasútvonalak érintik:
- Battipaglia–Reggio di Calabria-vasútvonal

## Kapcsolódó állomások
A vasútállomáshoz az alábbi állomások vannak a legközelebb:
- Stazione di Bagnara
- Stazione di Scilla